# Kalí Vrýsi
Kalí Vrýsi är en ort i Grekland.   Den ligger i prefekturen Nomós Drámas och regionen Östra Makedonien och Thrakien, i den nordöstra delen av landet, 400 km norr om huvudstaden Aten. Kalí Vrýsi ligger 243 meter över havet och antalet invånare är 1 163.
Terrängen runt Kalí Vrýsi är huvudsakligen kuperad, men österut är den platt. Runt Kalí Vrýsi är det ganska glesbefolkat, med 29 invånare per kvadratkilometer. Närmaste större samhälle är Prosotsáni, 6,5 km nordost om Kalí Vrýsi. Trakten runt Kalí Vrýsi består till största delen av jordbruksmark.